# Koshantschikovius protervus
Koshantschikovius protervus är en skalbaggsart som beskrevs av Vladimir Balthasar 1973. Koshantschikovius protervus ingår i släktet Koshantschikovius och familjen Aphodiidae. Inga underarter finns listade i Catalogue of Life.